# Фередарий
Фередарий Ионийский (лат. Feredarius, гэльск. Feradach mac Cormaic; умер в 880 или 863) — святой, настоятель первого из шотландских монастырей, основанного в 563 году аббатства Айона. Дни памяти святого — 18 мая, 31 мая.
Святой Фередарий по происхождению был ирландцем. После кончины Келлаха II ( Cellach) он был избран настоятелем Айонским в 863 году. При нём мощи св. Колумбы (основателя) были перенесены из монастыря Айона в Ирландию из-за страха перед новыми нападениями викингов.